# Valentin Sauer
Valentin Sauer (* vor 1870; † nach 1875) war ein deutscher Ökonom und bayerischer Politiker.

## Leben
Sauer war Bürgermeister in Nordheim am Main. Von 1870 bis 1875 gehörte er der Kammer der Abgeordneten des Bayerischen Landtags an.